# Abergement-la-Ronce
Abergement-la-Ronce är en kommun i departementet Jura i regionen Bourgogne-Franche-Comté i östra Frankrike. Kommunen ligger i kantonen Dole-Sud-Ouest som tillhör arrondissementet Dole. År 2022 hade Abergement-la-Ronce 832 invånare.

## Befolkningsutveckling
Antalet invånare i kommunen Abergement-la-Ronce
Referens:INSEE